# Großer Wilder
Großer Wilder är ett berg i Österrike, på gränsen till Tyskland.   Det ligger i förbundslandet Kärnten, i den västra delen av landet, 500 km väster om huvudstaden Wien. Toppen på Großer Wilder är 2 379 meter över havet.
Terrängen runt Großer Wilder är huvudsakligen bergig. Runt Großer Wilder är det ganska glesbefolkat, med 26 invånare per kvadratkilometer.. Närmaste större samhälle är Mittelberg, 17,8 km väster om Großer Wilder. 
Trakten runt Großer Wilder består i huvudsak av gräsmarker.